# Fyra Bugg & en Coca Cola och andra hits
Fyra Bugg & en Coca Cola och andra hits är ett samlingsalbum från 2003 av Lotta Engberg.

## Låtlista
1. Vem é dé du vill ha
2. Juliette & Jonathan
3. Åh vad jag älskade dig just då
4. Klia mig på ryggen
5. Hela världen öppnar sig
6. Sångerna som för oss tätt tillsammans
7. Fyra Bugg & en Coca Cola
8. Orientexpressen
9. Jag vandrar i ett regn
10. Hey Hey Lady Hey
11. Vi kan drömma
12. Dom vill bara väl
13. Succéshottis
14. Brevet från Maria på Öland
15. Jag vill bara vá en människa av i dag
16. Nicolaj
17. Håll om mej i natt
18. Ditt monopol
19. Hit-parad